# Howard Nemerov
Howard Nemerov (29 de febrero de 1920 - 5 de julio de 1991) fue un poeta, novelista y crítico literario estadounidense. Fue uno de los poetas más destacados dentro del panorama estadounidense del siglo XX.
Fue nombrado dos veces poeta laureado por la Biblioteca del Congreso de Estados Unidos, para los periodos entre 1963 y [964, y entre 1988]] y 1990. Gracias a su libro The Collected Poems of Howard Nemerov (1970) obtuvo el National Book Award for Poetry, el Premio Pulitzer de Poesía y el Bollingen Prize.

## Biografía
Sus padres fueron Gertrude Russek y David Nemerov, inmigrantes rusos de religión judía. Su familia estaba muy interesada por las artes, en temas como la pintura y la fotografía. Sus hermanas fueron la destacada fotógrafa Diane Arbus y la pintora y escultora Renée Nemerov Sparkia Brown. Se graduó en la Ethical Culture Fieldston School en 1937 y continuó estudiando en la universidad de Harvard. Más tarde sirvió como piloto de aviación durante la Segunda Guerra Mundial.
Tras la guerra, Nemerov se dedicó a dar clases en instituciones como el Hamilton College, el Bennington College, la universidad Brandeis y la universidad Washington en San Luis.
Comenzó a escribir su primer libro de poemas, The Image of the Law, en 1944, publicado tres años después tras el conflicto. Entre sus demás colecciones de poemas se encuentran The Salt Garden (1955), Mirrors and Windows (1958), The Winter Lightning: Selected Poems (1968) y Trying Conclusions: New and Selected Poems, 1961-1991 (1992), su último libro. Nemerov también se destacó en la prosa, con novelas como The Melodramatists (1949), Federigo: Or the Power of Love (1954), y The Homecoming Game (1957).
Falleció el 5 de julio de 1991, a los 71 años de edad, a causa de cáncer.

## Estilo
En su poesía, Nemerov combinaba « la observación precisa de la realidad con la reflexión filosófica y el humor sutil». También incluyó en sus poemarios algunos temas satíricos sobre la realidad de su época.
Destacó también como novelista y crítico literario.

## Homenajes
Nemerov fue incluido en el Paseo de la fama de St. Louis, Missouri. Además, tres años después de su fallecimiento, se creó en su honor el Howard Nemerov Sonnet Award.

## Obra

### Colecciones de poesía
- The Image of the Law (1947)
- The Vacuum (1955)
- The Salt Garden (1955)
- Mirrors and Windows (1958)
- The Next Room of The Dream: Poems and Two Plays (1962)
- The Blue Swallows (1967)
- The Winter Lightning: Selected Poems (1968)
- Gnomes & Occasions: Poems (1973)
- The Collected Poems of Howard Nemerov (1977)
- Sentences (1980)
- Inside the Onion (1984)
- War Stories: Poems about Long Ago and Now (1987)
- Trying Conclusions: New and Selected Poems, 1961-1991 (1992)

### Prosa
- The Melodramatists (1949)
- Federigo: Or the Power of Love (1954)
- The Homecoming Game (1957)
- The Commodity of Dreams and Other Stories (1959)
- Journal of the Fictive Life (1965)
- Stories, Fables and Other Diversions (1971)